# ゴール・グンバズ

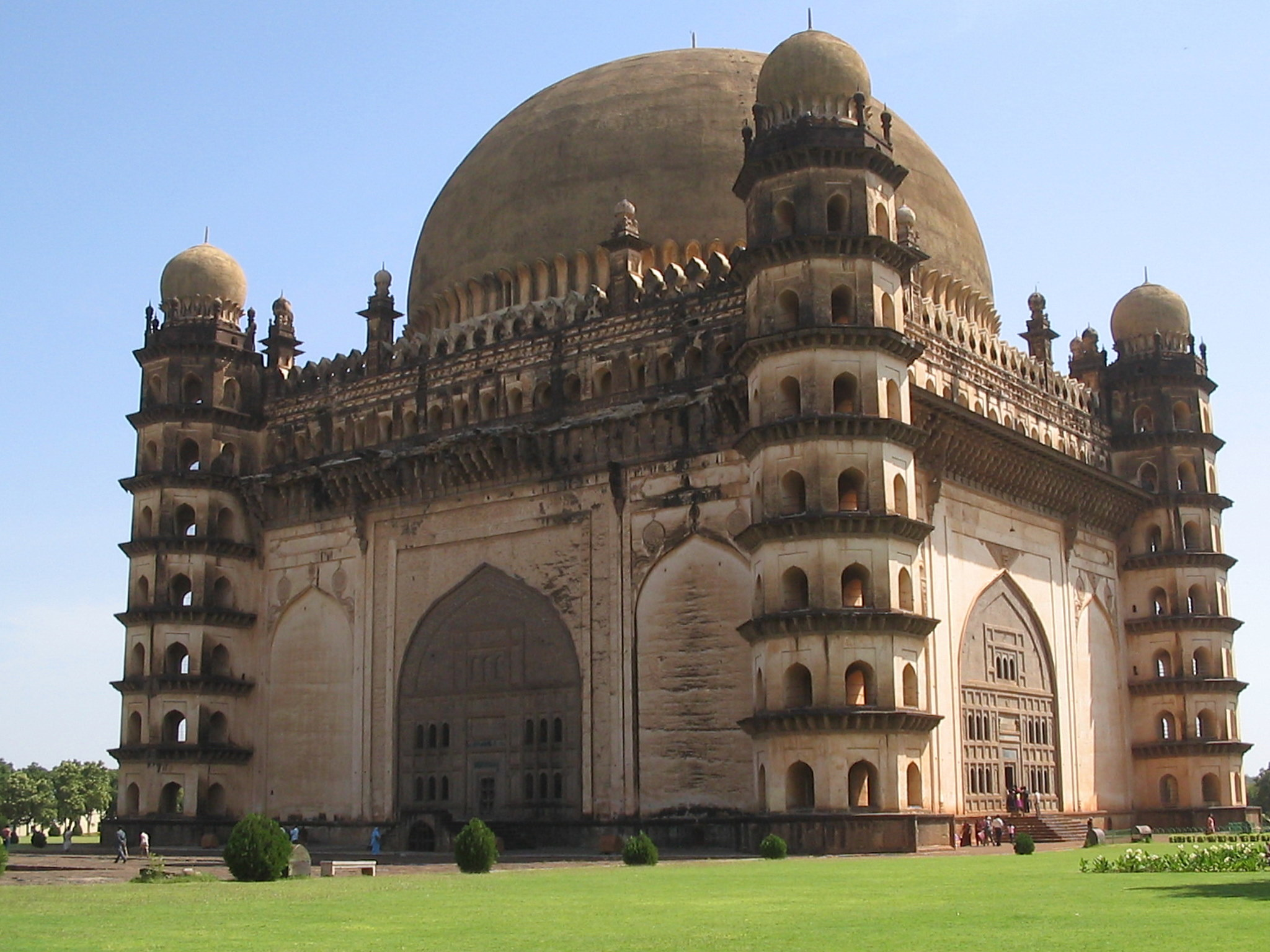
ゴール・グンバズ

ゴール・グンバズ（カンナダ語：ಗೋಲ ಗುಮ್ಮಟ、英語：Gol Gumbaz）は、インドのカルナータカ州、ビジャープル県の都市ビジャープルに存在する霊廟。ゴール・グンバズとは「円形のドーム」を意味する。
ビジャープル王国の第7代君主ムハンマド・アーディル・シャーの霊廟である。1626年頃に着工し、1656年に完成した。